# Анна-Марія Боцарі
Анна-Марія Боцарі (грец. Αννα-Μαρία Μπότσαρη; нар. 5 жовтня 1972) — грецька шахістка і шаховий тренер, гросмейстер серед жінок від 1993 року. У 1995—1999 роках виступала під ім'ям Боцарі-Міладинович (була тоді дружиною Ігоря Міладиновича).

## Шахова кар'єра
Починаючи з середини 1980-х років належала до числа провідних грецьких шахісток слід. У 1985 і 1986 роках здобула золоті медалі чемпіонату країни серед дівчат до 20 років. Також була дворазовою призеркою чемпіонату світу серед дівчат: бронзовою (Тімішоара 1988, до 16 років) і срібною (Мамая 1991, до 20 років). Неодноразово брала участь у фіналі чемпіонату Греції, вісім разів (1986, 1988, 1997, 2001, 2002, 2006, 2008, 2010) здобувши золоті медалі. Між 1986 і 2008 роками брала участь у всіх 12 шахових олімпіадах, які відбулись за той час, зокрема п'ять разів на 1-й шахівниці), тоді як у 1992—2007 роках сім разів (4 рази на 1-й шахівниці) на командних чемпіонатах Європи, здобувши 1992 року в Дебрецені золоту медаль в особистому заліку на 2-й шахівниці.
Найбільших успіхів на міжнародній арені досягла на зональних турнірах (відбіркового циклу чемпіонату світу), здобувши перемогу 1993 року в Неа-Макрі і поділивши 1-ше місце 1990 року в Пулі (разом із Весною Мішанович, Сузаною Максимович і Маріною Макропулу). Тричі (1990, 1991, 1993) брала участь у міжзональних турнірах, найкращий результат показавши 1993 року в Джакарті, де серед 39 шахісток посіла 9-те місце. 2004 року поділила 3-тє місце (позаду Моніки Соцко і Крістіни Адели Фойшор, разом з Яною Кривець на турнірі Акрополіс Інтернешнл в Афінах.
Найвищий рейтинг Ело в кар'єрі мала станом на 1 жовтня 2003 року, досягнувши 2394 очок ділила тоді 58—59-те місце у світовому рейтинг-листі ФІДЕ (разом з Оленою Седіною), одночасно займаючи 1-ше місце серед грецьких шахісток.